# Мостиський прикордонний загін
93-й Мостиський прикордонний загін (в/ч 1494) — колишній територіальний орган охорони кордону в складі Західного регіонального управління Державної прикордонної служби України.

Мостиський прикордонний загін охороняв ділянку державного кордону, розташовану в межах Яворівського, Мостиського, Старосамбірського, Турківського районів Львівської області.
Загальна протяжність ділянки державного кордону України з Польщею (Підкарпатське воєводство) — 174,4 км, з них гірська ділянка — 105,6 км, річкова — 50 км ; рівнинна — 68,8 км.

## Історія
З розумінням сприйнявши невід'ємне право української нації на самовизначення, особовий склад окремого контрольно-пропускного пункту «Мостиська», вірний військовому обов'язку та традиціям, у літні дні 1992 року склав Військову присягу на вірність народу України.
До серпня 1993 року було здійснено плановий перехід частини на нову організаційно-штатну структуру з одночасним її перейменуванням в ОКПП «Прикарпаття».

14 липня 2003 року на базі Окремого контрольно-пропускного пункту «Прикарпаття» створено Мостиський прикордонний загін з дислокацією в м. Мостиська до складу якого ввійшли 3 прикордонні комендатури та 14 прикордонних застав Львівського прикордонного загону.
В зв'язку з реорганізацією Прикордонних військ України в Державну прикордонну службу, на виконання Закону України від 3 квітня 2003 року «Про Державну прикордонну службу України», з 15 серпня 2003 року Мостиський прикордонний загін Прикордонних військ України реформовано в Мостиський прикордонний загін Державної прикордонної служби України.
Протягом 2006—2008 років всі прикордонні застави та відділення прикордонного контролю Мостиського прикордонного загону були реформовані у відділи прикордонної служби: з 01 червня 2006 року — «Краковець» типу «Б» (в склад відділу ввійшли прикордонні застави «Краковець», «Малнів» та відділення прикордонного контролю «Краковець»);
з 31 березня 2008 року — «Мостиська» типу «А» (в склад відділу ввійшло відділення прикордонного контролю «Мостиська — залізнична станція»);
з 30 липня 2008 року — «Нижанковичі» типу «В» (в склад відділу ввійшли прикордонні застави «Нижанковичі» та «Губичі», «Мігово» типу «В» (в склад відділу ввійшла прикордонна застава «Мігово»);
з 20 серпня 2008 року — «Смільниця» типу «Б» (в склад відділу ввійшли прикордонні застави «Смільниця» та «Мшанець» та відділення прикордонного контролю «Смільниця»);
з 05 жовтня 2008 року — «Лопушанка» типу «В» (в склад відділу ввійшла прикордонна застава «Лопушанка»), «Боберка» типу «В» (в склад відділу ввійшла прикордонна застава «Боберка»), «Сянки» типу «В» (в склад відділу ввійшла прикордонна застава «Сянки»);
з 01 листопада 2008 року — «Шегині» типу «Б» (в склад відділу ввійшли прикордонні застави «Шегині» та «Циків» та відділення прикордонного контролю «Шегині»).
Прикордонні застави «Тиха» та «Соколіки» були скорочені раніше, ще в складі Львівського прикордонного загону.
5 червня 2020 року, на виконання наказу Адміністрації ДПСУ №52 «Про припинення діяльності Військової частини 1494 у результаті реорганізації» від 01.06.2020 року, Мостиський прикордонний загін (в/ч 1494) в ході реорганізації припинив свою діяльність і приєднався до Львівського прикордонного загону. 

## Склад загону
До складу загону входять:
- управління загону;
- 10 відділів прикордонної служби (ВПС): «Краківець», «Малнів», «Мостиська — залізнична станція», «Шегині», «Нижанковичі», «Мігово», «Смільниця», «Лопушанка», «Боберка», «Сянки»;
- мобільна прикордонна застава «Мостиська»;
- 2 відділення інспекторів прикордонної служби з місцем дислокації населені пункти «Циків» та «Мшанець».
- підрозділи забезпечення.

На ділянці відповідальності визначено 4 пункти пропуску, з них: 3 автомобільних пункти пропуску («Краківець — Корчова», «Шегині — Медика», «Смільниця — Кросценко»), а також 1 залізничний («Мостиська — Перемишль»).

## Командири
- полковник Гулик М. Г. (до 1994 р.)
- полковник Назаренко В. О. (1994—1995 рр.)
- полковник Козієнко В. В. (1995—2000 рр.)
- полковник Погодін В. Г. (2000—2003 рр.)
- полковник Кучеренко А. А. (2003 р.)
- полковник Зарицький А. М. (2003—2004 рр.)
- підполковник Чорний В. І. (2004 р.)
- полковник Плужник В. П. (2004—2008 рр.)[3]
- підполковник Олексій Шипілов (2008—2010 рр.)
- підполковник Соловей Олександр Іванович (вересень 2014 р.)
- підполковник Павло Шварцман (липень 2015 р.)